# Дискин, Юваль
 Юва́ль Ди́скин (ивр. יובל דיסקין‎; полное имя: Юва́ль Шало́м Ди́скин; род. 11 июня 1956, Гиватаим, Израиль) — глава Общей службы безопасности Израиля «Шабак» с мая 2005 по май 2011 года.

## Биография
Дискин родился 11 июня 1956 года в Гиватаиме, Израиль.
Дед Дискина, Шалом Дискин, потомок выдающегося раввина Моше Йехошуа Йехуды Лейба Дискина (известного как Махариль Дискин или Раввин из Бриска (идиш דער בריסקער רב‎ Дер Брискер ров)), репатриировался в Палестину из Гродно. В Палестине у Шалома Дискина родились два сына: Авраам, отец Юваля Дискина, и Йехошуа. В составе «Еврейской бригады» Авраам Дискин принял участие во Второй мировой войне, в ходе которой был ранен в Северной Африке. У Авраама Дискина, работавшего после войны в компании «Тахаль» (ивр. תה"ל‎) по планированию и управлению водными ресурсами, и его жены Шуламит, учителя искусствоведения, родились двое сыновей: Юваль и Дорон.
Юваль Дискин учился в начальной школе имени Кацнельсона в Гиватаиме, а затем в средней школе имени Давида Калая в Гиватаиме.
Вследствие дальтонизма Дискин был вынужден отказаться от своей мечты поступить на военную службу в спецподразделении «Шайетет 13», и в августе 1974 года он был призван на службу в спецподразделении Южного округа Армии обороны Израиля «Сайерет Шакед». Во время службы Дискин прошёл офицерские курсы и служил в «Сайерет Шакед» командиром взвода и заместителем командира роты до января 1978 года.

### Служба в «Шабаке»
В мае 1978 года Дискин поступил на службу в «Шабак». С 1979 года работал полевым координатором (ивр. רכז שטח‎) «Шабака» в районе Наблуса (пользовался в это время оперативным прозвищем «Капитан Юнес»). Во время Ливанской войны 1982 года действовал в Ливане в западной части Бейрута (в 1982 году) и в городе Сайда (в 1983 году). С 1984 года стал региональным координатором (ивр. רכז‎), служил в этой должности до конца 1989 года в районах Наблуса, Дженина и Тулькарма.
В августе 1990 года был назначен главой отделения контртерроризма в Управлении по арабским вопросам «Шабака», затем заместителем данного управления, а в августе 1994 года возглавил управление. С 1993 по 1997 год Дискин активно занимался налаживанием и поддерживанием секретных каналов связи с руководителями палестинских служб безопасности, а также с египетскими и иорданскими коллегами. В этот период, вскоре после расставания с первой женой, пострадал в тяжёлой транспортной аварии, но через некоторое время вернулся к службе.
В мае 1997 года стал главой Иерусалимского округа службы (включающего в себя Западный берег реки Иордан). Вёл активную борьбу с организацией «Хамас» на Западном берегу реки Иордан; помимо прочего за период деятельности на посту были уничтожены главы военного крыла «Хамаса», братья Адель и Имад Аудалла, и захвачен оперативный архив организации, позволивший арестовать многих членов военного крыла «Хамаса».
С июля 2000 по 31 августа 2003 года Дискин служил заместителем главы «Шабака». На этой должности разработал оперативную технику «точечного предотвращения» по ликвидации боевиков с целью предотвращения планируемых ими терактов, основанную на интеграции деятельности «Шабака» с прочими силами безопасности.
В 2003 году глава «Шабака» Ави Дихтер решил назначить на пост заместителя службы Офера Декеля. Вследствие вмешательства премьер-министра Ариэля Шарона Дискин решил несмотря на это остаться на службе и в октябре 2003 года вышел в отпуск на учёбу. Во время отпуска был временно переведён на пост особого советника директора службы внешней разведки «Моссад» Меира Дагана.
15 мая 2005 года Дискин вступил на пост главы «Шабака», сменив на этой должности Ави Дихтера. В этой должности Дискин, помимо прочего, значительно развил оперативное сотрудничество между «Шабаком» и Армией обороны Израиля.
Дискин был также известен своей позицией накануне операции «Литой свинец», направленной против договорённостей о прекращении огня с организацией «Хамас», позицией против массового освобождения на Западный берег реки Иордан палестинских боевиков из израильских тюрем в обмен на взятого в заложники израильского солдата Гилада Шалита, а также борьбой с возрастающими экстремистскими тенденциями среди еврейских поселенцев Западного берега реки Иордан.
Вследствие вооружённого конфликта 2007 года между организациями «Хамас» и «ФАТХ» Дискин приложил также усилия к восстановлению сотрудничества с силами безопасности Палестинской администрации на Западном берегу реки Иордан.
В 2009 году правительство Израиля утвердило продление полномочий Дискина на посту главы «Шабака» до мая 2011 года.
15 мая 2011 года Дискин окончил службу в «Шабаке» и передал управление организацией Йораму Коэну.

### После выхода в отставку
После выхода в отставку Дискин неоднократно высказывал резкую критику против премьер-министра Биньямина Нетаньяху и Эхуда Барака, министра обороны в период службы Дискина на посту главы «Шабака», помимо прочего описывая обоих как лидеров, которые по его мнению предпочитают личный интерес интересу общественному, а также против партии «Ликуд» и сплотившихся вокруг неё партий правого национально-религиозного лагеря Израиля.
В 2016 году Дискин учредил совместно с компанией «Фольксваген» израильскую компанию CyMotive Technologies, занимающуюся разработкой средств кибернетической безопасности автомобилей, и возглавил её совет директоров. В 2018 году также учредил компанию Opora Technologies, занимающейся разработкой решений в сфере кибербезопасности, и возглавил её совет директоров, однако компания не добилась успеха и начала процесс закрытия в 2023 году.
Также входит в число советников CyLon Ventures, английского венчурного фонда и бизнес-акселератора в сфере кибербезопасности.

## Образование и личная жизнь
Первой женой Дискина стала его школьная подруга, Хагит Зайфф. У пары родились четверо детей. В дальнейшем Дискин развёлся со своей первой женой и женился на женщине, работавшей его секретаршей в «Шабаке». В новом браке родились ещё две дочери. Затем развёлся и женился на Изабель Аренд, исследовательнице в сфере нейропсихологии.
Старший брат Дискина, Дорон (1948 — 24 февраля 2021), служил в танковых войсках и был тяжело ранен в боях на Голанских высотах в ходе Войны Судного дня.
Дискин проживает в общинном поселении Нирит на равнине Шарон.
Обладает степенью бакалавра Университета имени Бар-Илана в области политологии и краеведения Израиля и степенью магистра Хайфского университета в области политологии и государственного управления.

## Публикации
- יובל דיסקין ישראל על סף נקודת האל-חזור וואלה, 12.7.13 (Юваль Дискин, «Израиль на грани точки невозврата», Walla (12.7.13)) (Архивная копия от 18 октября 2015 на Wayback Machine) (иврит)
- Yuval Diskin, Tomorrow There Will Be No More Two-State Solution — and Then What? (Юваль Дискин, «Завтра больше не будет решения „двух государств для двух народов“, и что тогда?»), Tablet (17.7.13) (Архивировано 24 ноября 2022 года.) (англ.)
- יובל דיסקין למנוע עכשיו את הפיצוץ הגדול (Юваль Дискин, «Остановить большой взрыв сейчас»), Ynet (1.11.13) (Архивная копия от 4 ноября 2013 на Wayback Machine) (иврит)
- יובל דיסקין איזו מדינה אנחנו בעצם רוצים (Юваль Дискин, «Какое государство мы на самом деле хотим»), Ynet (23.3.14) (Архивная копия от 20 мая 2022 на Wayback Machine) (иврит)
- יובל דיסקין לעצור את השחרור (Юваль Дискин, «Остановить освобождение террористов»), Ynet (31.3.14) (Архивная копия от 5 апреля 2014 на Wayback Machine) (иврит)
- יובל דיסקין איומים, הזדמנויות ומה שביניהם הארץ, 6.7.14 (Юваль Дискин, «Угрозы, возможности и то, что между ними», «Га-Арец» (6.7.14)) (Архивная копия от 9 мая 2011 на Wayback Machine) (иврит)
- יובל דיסקין עוד לא לעצור (Юваль Дискин, «Пока не останавливаться»), Ynet (22.7.14) (Архивная копия от 25 июля 2014 на Wayback Machine) (иврит)
- יובל דיסקין הטרור רואה ישראל חלשה (Юваль Дискин, «Террор видит слабый Израиль»), Ynet (28.8.14) (Архивная копия от 31 августа 2014 на Wayback Machine) (иврит)
- יובל דיסקין זה מה שמחכה לנו (Юваль Дискин, «Вот что нас ждёт»), Ynet (21.11.14) (Архивная копия от 24 ноября 2014 на Wayback Machine) (иврит)
- Yuval Diskin, The Two Jewish State Solution (Юваль Дискин, «Решение „двух еврейских государств“»), Tablet (3.9.15) (Архивировано 24 ноября 2022 года.) (англ.)
- יובל דיסקין אני מרגיש יותר יתום ידיעות אחרונות, 17.3.16 (Юваль Дискин, «Я чувствую себя ещё более осиротевшим», «Едиот ахронот» (17.3.16)) (Архивная копия от 11 мая 2016 на Wayback Machine) (иврит)
- יובל דיסקין מינוי ליברמן: סוף ההתחלה או תחילת הסוף (Юваль Дискин, «Назначение Либермана: конец начала или начало конца»), Ynet (20.5.16) (Архивная копия от 11 июня 2016 на Wayback Machine) (иврит)
- יובל דיסקין להיכן נעלמה משטרת ישראל (Юваль Дискин, «Куда запропастилась Полиция Израиля?»), Ynet (4.8.16) (Архивная копия от 7 августа 2016 на Wayback Machine) (иврит)
- יובל דיסקין לא חמוצים — רקובים (Юваль Дискин, «Не маринованные, а гнилые»), Ynet (30.10.17) (Архивная копия от 2 января 2018 на Wayback Machine) (иврит)
- יובל דיסקין המחאה עובדת (Юваль Дискин, «Протест действует»), Ynet (4.12.17) (Архивная копия от 4 декабря 2017 на Wayback Machine) (иврит)
- יובל דיסקין לוחם, מפקד, ומעל הכל בן אדם (Юваль Дискин, «Боец, командир, но прежде всего человек»), Ynet (3.4.18) (Архивная копия от 3 апреля 2018 на Wayback Machine) (иврит)
- יובל דיסקין החמורים הלבנים אזלו (Юваль Дискин, «Белые ослы закончились»), Ynet (18.6.19) (Архивная копия от 29 июня 2019 на Wayback Machine) (иврит)
- יובל דיסקין אנחנו הקורבן, לא נתניהו (Юваль Дискин, «Жертва — мы, а не Нетаньяху»), Ynet (2.12.19) (Архивная копия от 9 декабря 2019 на Wayback Machine) (иврит)
- יובל דיסקין למי קראת בוגד (Юваль Дискин, «Кого ты назвал предателем»), Ynet (11.3.20) (Архивная копия от 3 декабря 2020 на Wayback Machine) (иврит)
- יובל דיסקין ראשי כחול לבן — אתם משת"פים של הנאשם (Юваль Дискин, «Лидеры „Кахоль Лаван“, вы коллаборанты подсудимого»), Ynet (19.3.20) (Архивная копия от 29 ноября 2020 на Wayback Machine) (иврит)
- יובל דיסקין מאופק שחור לעתיד כחול לבן (Юваль Дискин, «От чёрного горизонта к бело-синему будущему»), Ynet (19.4.20) (Архивная копия от 22 апреля 2020 на Wayback Machine) (иврит)
- יובל דיסקין גם הפעם זה עלול להסתיים בדם (Юваль Дискин, «И на этот раз это может закончиться кровопролитием»), Ynet (9.6.20) (Архивная копия от 1 ноября 2020 на Wayback Machine) (иврит)
- יובל דיסקין אסטרטגיית הכול חארטה (Юваль Дискин, «Стратегия „Всё чепуха“»), Ynet (7.8.20) (Архивная копия от 3 декабря 2020 на Wayback Machine) (иврит)
- יובל דיסקין מנהיגות חדלת אישים מובילה לחדלות פירעון (Юваль Дискин, «Некомпетентное лидерство ведёт к банкротству»), Ynet (8.10.20) (Архивная копия от 8 октября 2020 на Wayback Machine) (иврит)
- יובל דיסקין אם לא אתעורר, דע שאהבתי אותך: פרידה מסגן ראש השב"כ לשעבר (Юваль Дискин, «„Если я не очнусь, знай, что я любил тебя“: прощание с заместителем главы „Шабака“»), Ynet (16.10.20) (Архивная копия от 21 октября 2020 на Wayback Machine) (иврит)
- יובל דיסקין ככה לא תישאר לנו מדינה (Юваль Дискин, «Так у нас и государства не останется»), Ynet (19.2.21) (Архивная копия от 20 февраля 2021 на Wayback Machine) (иврит)
- יובל דיסקין דורון אמנם חזר מהתופת, אבל חלק ממנו נותר מאחור (Юваль Дискин, «Дорон хоть и вернулся из ада, но часть его осталась позади»), Ynet (13.4.21) (Архивная копия от 1 августа 2021 на Wayback Machine) (иврит)
- יובל דיסקין אוטוביוגרפיה, התנקשות ואפס לקיחת אחריות (Юваль Дискин, «Автобиография, покушение и полный отказ от ответственности»), Ynet (10.11.21) (Архивная копия от 14 ноября 2021 на Wayback Machine) (иврит)
- יובל דיסקין לשנות את המשוואה מול הטרור: כך נחזיר את ההרתעה (Юваль Дискин, «Изменить формулу борьбы с террором: так мы вернём сдерживание»), Ynet (10.4.22) (Архивная копия от 12 апреля 2022 на Wayback Machine) (иврит)
- יובל דיסקין יובל דיסקין במכתב פתוח לאזרחי ישראל הערבים גלובס, 15.4.22 (Юваль Дискин, «Открытое письмо Юваля Дискина арабам-гражданам Израиля», «Глобс» (15.4.22)) (Архивная копия от 16 апреля 2022 на Wayback Machine) (иврит)
- יובל דיסקין הסוד הנשכח של מדינת ישראל (Юваль Дискин, «Забытый секрет Государства Израиль»), Ynet (3.5.22) (Архивная копия от 20 мая 2022 на Wayback Machine) (иврит)
- יובל דיסקין על סף מלחמת אזרחים (Юваль Дискин, «На грани гражданской войны»), Ynet (22.10.22) (Архивная копия от 22 октября 2022 на Wayback Machine) (иврит)
- יובל דיסקין סמוטריץ', בן גביר ויגאל עמיר מגיעים מאותו בית גידול רעיל ומסוכן (Юваль Дискин, «Смотрич, Бен-Гвир и Игаль Амир происходят из одного и того же токсичного и опасного места обитания»), N12 (7.11.22) (Архивная копия от 7 ноября 2022 на Wayback Machine) (иврит)
- יובל דיסקין אין מקום לרפיסות — להשבית את המדינה (Юваль Дискин, «Мягкость неуместна — нужно объявить забастовку по всей стране»), Ynet (26.1.23) (Архивная копия от 28 января 2023 на Wayback Machine) (иврит) (также перевод на английский (Архивная копия от 28 января 2023 на Wayback Machine))
- יובל דיסקין הממשלה מבצעת מרי — צריך לעבור למרי אזרחי וואלה, 9.2.23 (Юваль Дискин, «Правительство бунтует — следует перейти к гражданскому неповиновению», Walla (9.2.23)) (Архивная копия от 10 февраля 2023 на Wayback Machine) (иврит)
- יובל דיסקין הדרך לניצחון על בוזזי הדמוקרטיה תכאב. אבל יש כאן הזדמנות (Юваль Дискин, «Дорога к победе над похитителями демократии будет болезненной. Но при этом создаётся и возможность»), Ynet (24.3.23) (Архивная копия от 25 марта 2023 на Wayback Machine) (иврит)
- יובל דיסקין אין מקום לפשרה בבית הנשיא. אין דבר כזה חצי דמוקרטיה (Юваль Дискин, «Компромисс в Резиденции Президента неуместен. Полудемократии не бывает»), Ynet (4.5.23) (Архивная копия от 9 мая 2023 на Wayback Machine) (иврит)
- יובל דיסקין השעיית התנדבות למילואים היא מעשה לגיטימי. אפילו הרואי (Юваль Дискин, «Приостановка добровольной явки на резервную службу — это легитимный шаг. Даже героический7»), Ynet (10.7.23) (Архивная копия от 14 июля 2023 на Wayback Machine) (иврит) (также перевод на английский (Архивная копия от 13 июля 2023 на Wayback Machine))
- יובל דיסקין אני מלא בתקווה: תוכנית עשר הנקודות לעצירת החקיקה ויציאה מהמשבר (Юваль Дискин, «Я полон надежды. План из десяти пунктов для остановки законодательного процесса и выхода из кризиса»), N12 (26.7.23) (Архивная копия от 1 августа 2023 на Wayback Machine) (иврит)
- יובל דיסקין נגרר? נתניהו הוא טיל מונחה — שיודע מה הוא עושה בכל רגע נתון וואלה, 10.8.23 (Юваль Дискин, «Ведомый? Нетаньяху — это управляемая ракета, которая знает, что делает в каждый данный момент», Walla (10.8.23)) (Архивная копия от 11 августа 2023 на Wayback Machine) (иврит)
- יובל דיסקין ואלי בכר המשבר החוקתי כבר כאן. כיצד צריכים לפעול גופי הביטחון הארץ, 27.8.23 (Юваль Дискин и Эли Бахар, «Конституционный кризис уже здесь. Как силовым структурам вести себя?», «Га-Арец» (27.8.23)) (Архивная копия от 27 августа 2023 на Wayback Machine) (иврит)
- יובל דיסקין להציל את עצמנו. מעצמנו (Юваль Дискин, «Спасти себя. От самих себя»), N12 (28.9.23) (Архивная копия от 18 октября 2023 на Wayback Machine) (иврит)
- יובל דיסקין הצייצן נתניהו חייב ללכת הביתה עכשיו. באמצע המלחמה, כמו צ'מברליין וואלה, 30.10.23 (Юваль Дискин, «Пользователь Твиттера Нетаньяху должен уйти сейчас. Во время войны, как Чемберлен», Walla (30.10.23)) (Архивная копия от 7 ноября 2023 на Wayback Machine) (иврит)
- Yuval Diskin, Suspending reserve duty isn’t mutiny, it’s patriotism at its finest (Юваль Дискин, «Приостановка резервистской службы — это не мятеж, а патриотизм в чистом виде»), Ynet (7.11.23) (Архивная копия от 13 апреля 2024 на Wayback Machine) (англ.)
- יובל דיסקין אלה החיים, השיב נתניהו על מוות טרגי של אזרח ישראלי — וחשף את עומק הבעיה (Юваль Дискин, «„Такова жизнь“, так отреагировал Нетаньяху на трагическую гибель израильского гражданина — и раскрыл всю глубину проблемы»), N12 (4.12.23) (Архивная копия от 4 декабря 2023 на Wayback Machine) (иврит)
- יובל דיסקין משקר הניצחון המוחלט לניצחון על השקר המוחלט (Юваль Дискин, «Ото лжи об окончательной победе к победе над окончательной ложью»), N12 (19.3.24) (Архивная копия от 19 марта 2024 на Wayback Machine) (иврит)
- יובל דיסקין חשבתי שזו לא העת להצטרף למחאה. זו הסיבה ששיניתי את דעתי (Юваль Дискин, «Я считал, что сейчас не время участвовать в протестах. Вот причина, по которой я передумал»), N12 (22.6.24) (Архивная копия от 22 июня 2024 на Wayback Machine) (иврит)